# احمد مهدوی دامغانی
احمد مهدوی دامغانی (۱۳ شهریور ۱۳۰۵ – ۲۷ خرداد ۱۴۰۱) متکلم، مجتهد، نویسنده، و پژوهشگر ایرانی، کارشناس ادبیات فارسی و عرب، و استاد پیشین دانشگاه تهران و دانشگاه هاروارد بود.

## آغاز زندگی و خانواده
احمد مهدوی دامغانی در ۱۳ شهریور ۱۳۰۵ مشهد در خانواده‌ای اهل علم دیده به جهان گشود. وی فرزند آیت الله العظمی شیخ محمدکاظم مهدوی دامغانی است. علوم متداول قدیم و جدید را در آن شهر فراگرفت و موفق شد دوره سطح حوزوی را به کمال به پایان رساند. از هم دوره‌های مهدوی در حوزه علمیّه مشهد، می‌توان به: محمدجعفر جعفری لنگرودی ، شیخ کاظم مدیرشانه چی، شیخ محمد واعظزاده، عبدالجواد فلاطوری، سید جعفر سیدان، سید علی حسینی سیستانی، اشاره کرد. سپس در تهران اقامت گزید. در سال ۱۳۲۷ از دانشکدهٔ معقول و منقول (بعداً الهیات) دانشگاه تهران و در سال ۱۳۳۳ در رشتهٔ ادبیات فارسی از دانشکدهٔ ادبیات دانشگاه تهران با کسب رتبه اول، کارشناسی گرفت. در سال ۱۳۴۲ از دانشگاه تهران درجهٔ دکتری در زبان و ادبیات فارسی گرفت و موضوع رسالهٔ دکتری او تصحیح کتاب «کشف‌الحقایق» عزیزالدین نسفی به راهنمایی محمدتقی مدرس رضوی بود.

## پیش از انقلاب
مهدوی دامغانی در تهران تحصیل دروس حوزوی را ادامه داد و در دروس خارج کسانی چون محمدتقی آملی، محمدعلی مدرس خیابانی، میرزا مهدی آشتیانی شرکت جست و موفق شد اجازاتی که تصدیق علمیت او را می‌کرد نیز دریافت کند.
پس از گذراندن دورهٔ دکتری زبان و ادبیات فارسی به عنوان استاد دانشگاه تهران به تدریس در دانشکده‌های ادبیات و الهیات دانشگاه تهران و دانشگاه تربیت مدرس پرداخت. از سال ۱۳۵۳ تا ۱۳۵۵ در دانشگاه مادرید به تدریس ادبیات عرب و فارسی و فقه اسلامی اشتغال داشت. مهدوی دامغانی چندین سال سردفتر اسناد رسمی در تهران و از سال ۱۳۵۴ رئیس کانون سردفتران اسناد رسمی ایران بود.

## پس از انقلاب و دادگاه
احمد مهدوی دامغانی مدتی پس از انقلاب ۱۳۵۷ به اتهام وی تبلیغ اسلام آریامهری در دانشگاه مادرید و "دعوت نکردن سردفتران به اعتصاب و همکاری با رژیم پهلوی در زمان انقلاب بازداشت و به زندان اوین تهران فرستاده شد.
رئیس دادگاه وی محمد محمدی گیلانی بود و اسدالله لاجوردی در آن جلسات حضور داشت. مهدوی دامغانی در دفاع از خود گفته بود به عنوان رئیس کانون سردفتران اختیاری برای دستور به آنها برای اعتصاب نداشته است. او تنظیم اسنادی برای محمدرضا پهلوی و فرح دیبا و برگزاری جشن تولد شاه را پذیرفت اما عرض اخلاص به شاه را رد کرد.
در خاطرات مهدوی دامغانی آمده که چند بار یک طلبه از در پشت دادگاه وارد می‌شده و در گوش محمدی‌گیلانی چیزی می‌گفته است که یک بار موجب برآشفتن قاضی دادگاه شده و گفته بود: «لا اله الا الله! آقای منتظری نمی‌گذارد ما کارمان را بکنیم" و نگاه معنی‌داری به من‌بنده کرد.». او گفته بود که این دشمنی حسینعلی منتظری با وی به دلیل گفته‌هایش در یکی از کلاس‌های درس دانشکده ادبیات دانشگاه تهران در پاییز ۱۳۵۸ درباره نظرات منتظری بوده است. مهدوی دامغانی در ادامه می‌نویسد: «آنچه این سوءظن یا حدس من‌بنده را تأیید می‌کند این است که وقتی که برای صدور نامه‌ ممنوعیت از خروج از ایران به آقای سید علی‌اصغر ناظم‌زاده مراجعه کردم که متصدی آن اقدام بودند... آقای ناظم‌زاده باز مسأله حرف‌های مرا در کلاس درس راجع به فدک و اینکه به مرحوم آقای منتظری اهانت" کرده‌ام به رخ من‌بنده کشید».
مهدوی دامغانی با تلاش شماری از اهل فرهنگ و ادب ایران و برخی از مراجع مدتی پس از محاکمه از زندان آزاد شد.

## خروج از ایران
احمد مهدوی دامغانی از سال ۱۳۶۶ مقیم آمریکا و در دانشگاه هاروارد و دانشگاه پنسیلوانیا مشغول به تدریس در مقطع دکترا و پسا دکترا بود. رشته‌های تدریس او در آمریکا شامل: ادبیات عرب، ادبیات فارسی، کلام، فقه و برخی علوم اسلامی بودند.
نزدیکان محمد خاتمی گفته‌اند که او بارها برای بازگشت احمد مهدوی دامغانی با علی خامنه‌ای صحبت کرد. اما خامنه‌ای همیشه مخالفت می‌کرد.

## مرگ
مهدوی جمعه ۲۷ خرداد ۱۴۰۱ پس از چند روز  بستری در بیمارستان پن فیلادلفیا، آمریکا درگذشت. پیکر وی بامداد یکشنبه ۵ تیر ۱۴۰۱ به ایران وارد و دوشنبه ۶ تیر ۱۴۰۱ در حرم رضوی تشییع و پس از اقامه نماز مصطفی اشرفی شاهرودی در دارالحجة حرم رضوی به خاک سپرده شد.

## آثار
احمد مهدوی دامغانی دارای قلمی شیوا و بسیار رسا بود. چندان که کسانی چون سید علی حسینی سیستانی متون او را بهترین منشات معاصر می‌داند. از همین روی مجلات متعدد علمی و اجتماعی مانند مجله‌های یغما، کلک، گلچرخ، ایران‌نامه، ایران‌شناسی، ره‌آورد و گلستان در صدد چاپ مقاله های او بودند. از مشهورترین مقاله‌های او مآخذ ابیات عربی کلیله و دمنه و مآخذ ابیات عربی مرزبان‌نامه است.

### نوشته‌ها
- از علی آموز اخلاص عمل (تهران، تیر، ۱۳۷۹)
- رساله دربارهٔ خضر (تهران، کتاب مرجع، ۱۳۸۹)
- شاهدخت والاتبار شهربانو (تهران، دعا، ۱۳۸۹)
- در باغ روشنایی (تهران، سخن، ۱۳۸۲)
- گزیده‌ای از شعر سعدی به زبان عربی و برگردان به نثر فارسی (کویت، منشورات البابطین، ۲۰۰۰ م)

### کتب تحقیقی
- کشف الحقائق نَسَفی _ تحقیق و تحشیه (تهران، علمی فرهنگی، ۱۳۵۹)
- المَجدی فی أنساب الطّالبیّین _ تحقیق (قم، مکتبة آیةاللّٰه العظمیٰ مرعشی نجفی، ۱۳۶۸)
- نَسمةالسَّحر بذکر من تشیَّع و شعر _ تصحیح، تحقیق (تهران، وزارت خارجه، ۱۳۸۴)
- دیوان خازن (عبداللّٰه بن احمد خازن) تصحیح و تحقیق (تهران. میراث مکتوب، ۱۳۹۴)
- الوحشیات (ابوتمام) تصحیح (تهران، میراث مکتوب، ۱۳۹۰)

## آثار در مورد وی
- کتاب آیینه در برابر خورشید به کوشش سیدحسین حسینی نورزاد و سید محسن علوی زاده در اسفند ۱۳۹۹ توسط انتشارات نی که به دیدار و شناخت زندگی دکتر احمدمهدوی دامغانی اختصاص دارد، منتشر شد.
- انتشارات دی گرویتر کتابی با عنوان Essays in Islamic Philology, History, and Philosophy «اقیانوس تعلیم و تربیت» به مناسبت ۹۰ سالگی پرفسور مهدوی دامغانی در برلین پایتخت آلمان چاپ کرده‌است.[۷]
- مؤسسه فطرس مدیا در سال ۱۳۹۸ ویدیویی از ارادت استاد به دیار خویش و آستان رضوی منتشر کرد که مورد توجه قرار گرفت.[۸]